# لير (النرويج)
لير (بالنرويجية: Lier)‏ هي إِحدى بلدات مُحافَظة بوسكرود غرب العاصِمة أُوسلُو، في مملكة النُروِيج. وتبلُغ مِساحتها حوالي (301.59 كم²)، ويبلُغ عدد سُكّانها نحوِ 25789 نَسَمَة. وتعنى كلِمة لير (التِلالٌ) المُستَمدّة من اللُّغة الإسكندنافية القدِيمة.

## المدن التوأم للير
تربط لير عَلاقة توأمة مُدنٌ مَع المُدن التّالِية :
- الدنمارك: مدينة نوردلاند.
- السويد: مدينة فالكوبينغ.
- فنلندا: مدينة كوكيماكي.

## صور

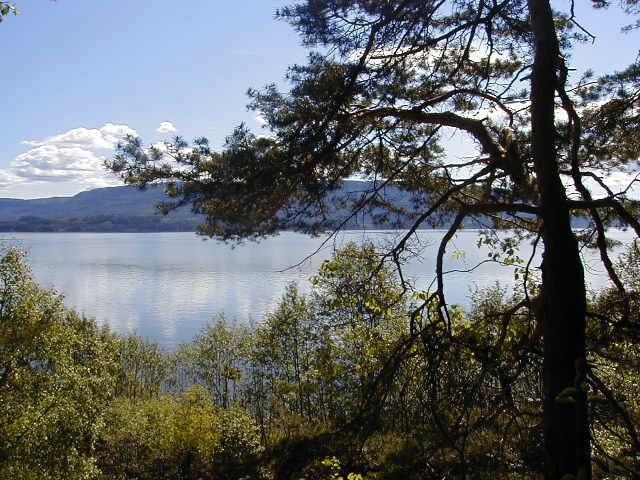
بُحيرة تيري
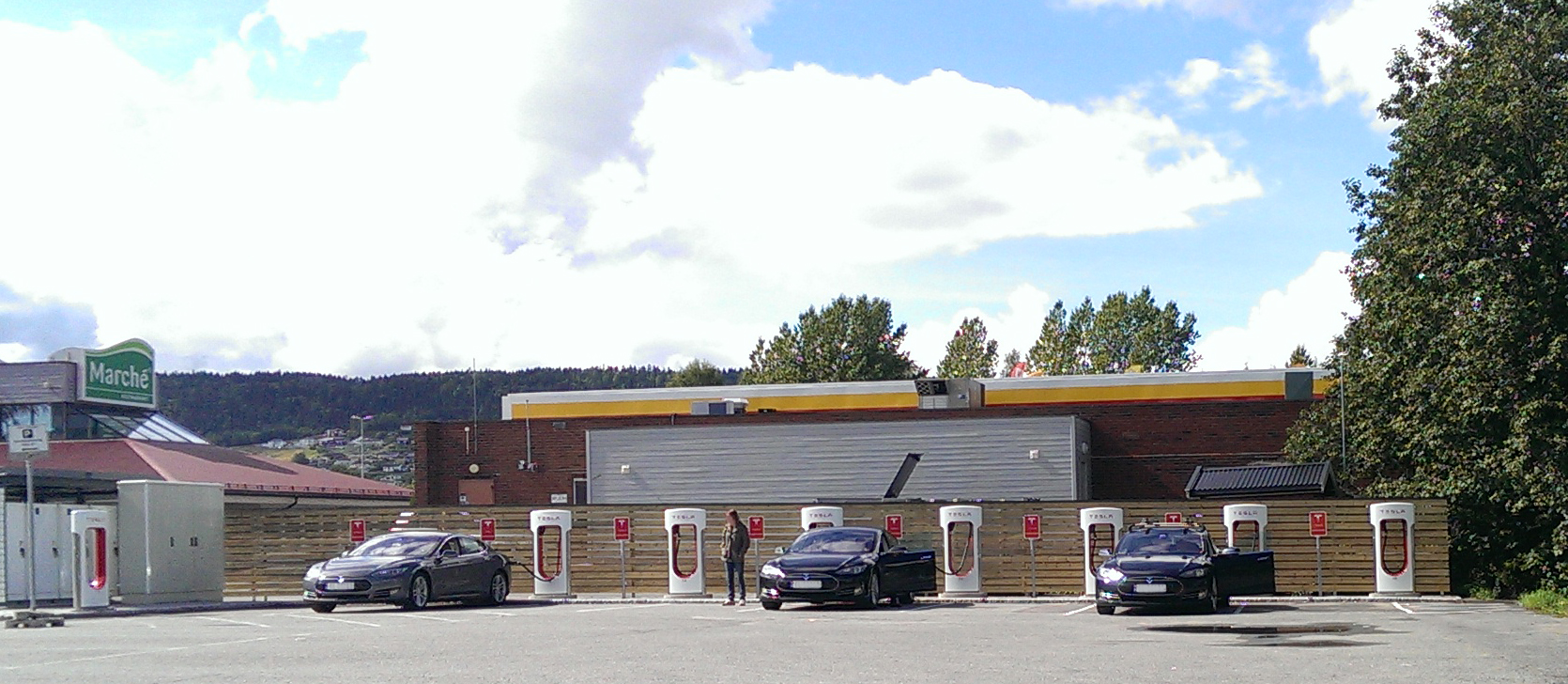
محطة «تسلا» لشحن السّيّارات الكهربائيّة
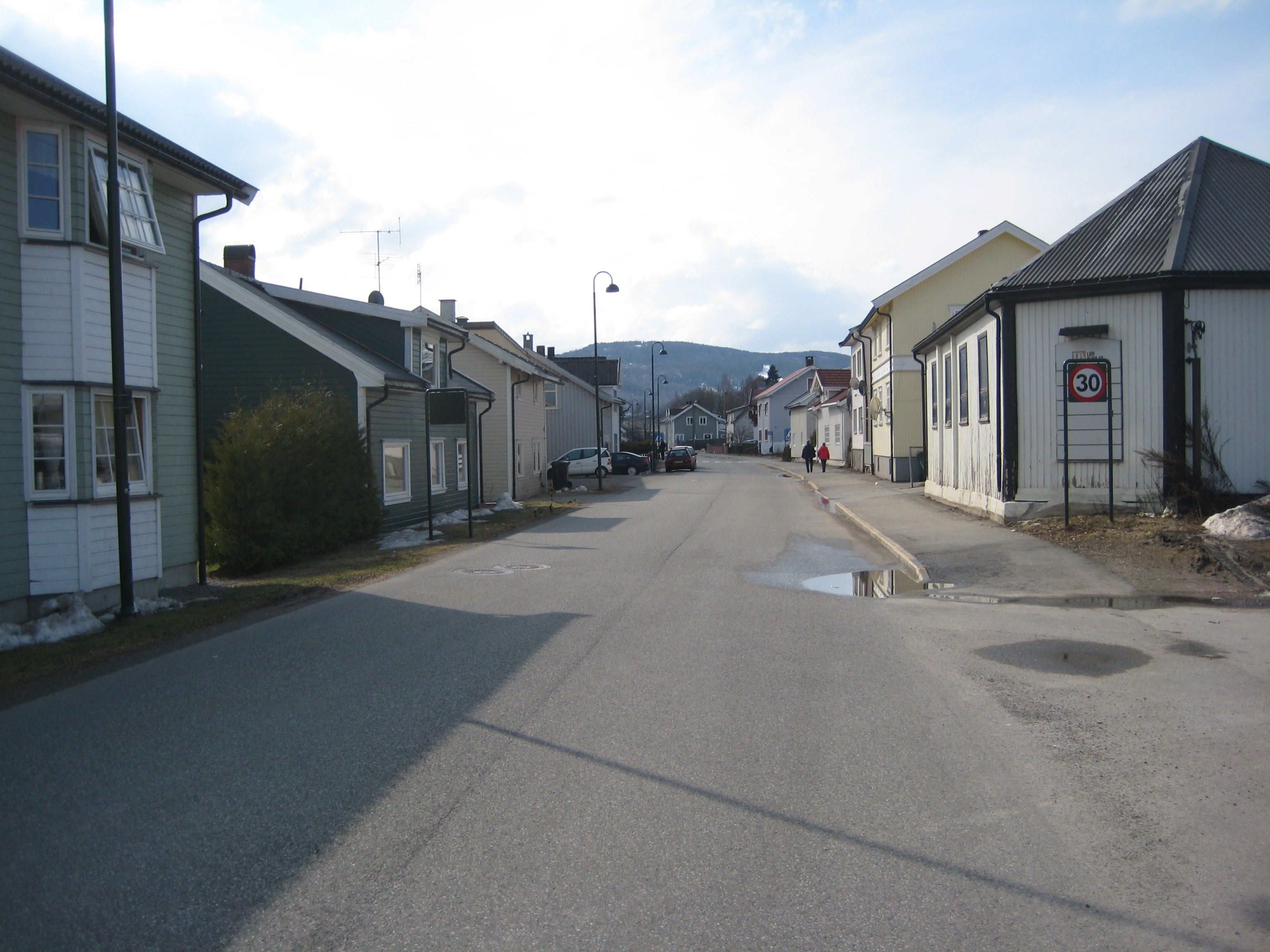
إِحدى ضّواحِي لير

## أعلام
- أكسل هنري هانسن
- فيغو برون
- ثورليف هوغ
- ليف هامر
- هانس بيورنستاد

## روابط خارجية
- الموقع الرسمي (باللغة النرويجية)
- الموسوعة النرويجية الكبرى (باللغة النرويجية)